# 根岸一之
根岸 一之（ねぎし かずゆき、1947年 - ）は、日本の建築家・建築批評家、根岸一之建築設計事務所主宰、大阪芸術大学教授。

## 経歴
1947年京都府生まれ。1971年京都大学工学部建築学科卒業、1977年京都大学大学院工学研究科修了。プランナーを経て、1985年根岸一之建築設計事務所を設立、建築家・建築批評家として活動した。また1990年から2014年まで大阪芸術大学教授を務め、意匠設計・建築論を専門にした。

## 主な作品
- NOSE（1987年）[2]
- PASSAGE（1988年）[3]
- 麻谷邸（1988年）[4]
- IL VENTO（1989年）[5]
- TATビルディング（1990年）[6]
- 南方の社（1991年）[7]
- Menard House（1994年）[8]
- 丸善ベーカリー（1995年）[1]

## 主な著書・論文
- HETERO・1「アドルフ・ロース」（大龍堂書店/1986年）[9]
- 村野藤吾建築図面集V（同朋舎出版/1992年）
- モノクロームの虹についての覚書（新建築/1994年）
- 建築のダンディズムにむけての3つの断章 （新建築/1994年）[10]

## 研究室・事務所出身者
- 玉置順（玉置アトリエ）
- 木村吉成・松本尚子（木村松本建築設計事務所）

## 柱脚
1. 1 2 3 4 5 6 7 8 9  “根岸一之の原図展告知”.   アーキテクチャーフォト. 2023年2月6日閲覧。
2. ↑  “新建築データ”.   株式会社新建築データ. 2023年2月6日閲覧。
3. ↑  “新建築データ”.   株式会社新建築データ. 2023年2月6日閲覧。
4. ↑  “新建築データ”.   株式会社新建築データ. 2023年2月6日閲覧。
5. ↑  “新建築データ”.   株式会社新建築データ. 2023年2月6日閲覧。
6. ↑  “新建築データ”.   株式会社新建築データ. 2023年2月6日閲覧。
7. ↑  “新建築データ”.   株式会社新建築データ. 2023年2月6日閲覧。
8. ↑  “新建築データ”.   株式会社新建築データ. 2023年2月6日閲覧。
9. ↑  “HETERO１アドルフ・ロース”.   大龍堂書店. 2023年2月6日閲覧。
10. ↑  “新建築1994年9月号”.   新建築社. 2023年2月6日閲覧。